# Альконада
Альконада (ісп. Alconada) — муніципалітет в Іспанії, у складі автономної спільноти Кастилія-і-Леон, у провінції Саламанка. Населення — 173 особи (2010).
Муніципалітет розташований на відстані близько 150 км на захід від Мадрида, 26 км на схід від Саламанки.
На території муніципалітету розташовані такі населені пункти: (дані про населення за 2010 рік)
- Альконада: 155 осіб
- Сан-Вісенте: 18 осіб

## Демографія
Динаміка населення (INE ):

## Зовнішні посилання
- Провінційна рада Саламанки: індекс муніципалітетів [Архівовано 23 квітня 2009 у Wayback Machine.]
- Посилання на Google Maps